# خيول ثوروبريد
|  |
|  |
|  |

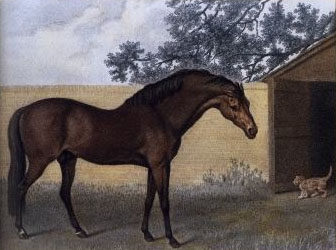
الحصان جودولفين أرابيان

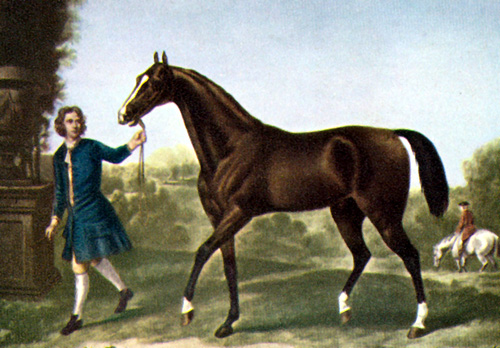
الحصان دارلي أرابيان

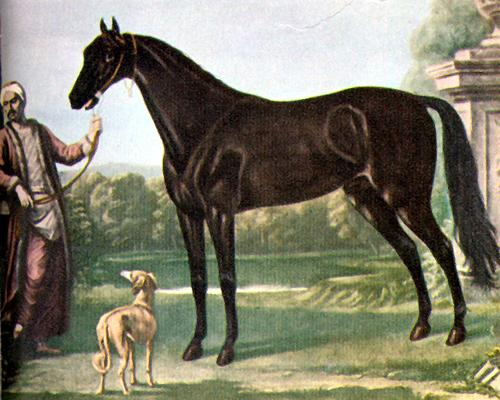
الحصان بيرلي تورك

خيول ثوروبريد (بالإنجليزية: Thoroughbred horses)‏ وهي خيول السباق المهجنة الأصيلة. وقد نشأت هذه الخيول في بريطانيا بمزاوجة ثلاثة من الخيول العربية الأصيلة مع الخيول الإنجليزية. فنشأت أجيال من هذه الفئة جمعت في صفاتها بين قوة الخيول الإنجليزية وسرعة الخيول العربية خصوصا في سباقات الأرض المنبسطة. (بالإنجليزية: Flat Racing)‏
حيث أنها سلالة خيول تشتهر باستخدامها في سباق الخيل. على الرغم من أن كلمة أصيل تستخدم أحيانًا للإشارة إلى أي سلالة من الخيول الأصيلة، إلا أنها تشير تقنيًا فقط إلى سلالة الخيول الأصيلة. تعتبر الخيول الأصيلة خيول «ذوات الدم الحار» المعروفة بخفة حركتها وسرعتها وروحها.
تم تطوير السلالة الأصيلة كما هي معروفة اليوم في إنجلترا في القرنين السابع عشر والثامن عشر، عندما تم تهجين الأفراس المحلية مع فحول شرقية مستوردة من التربية العربية، والبرب، والتركمان. يمكن لجميع الخيول الأصيلة الحديثة تتبع أصولها إلى ثلاثة فحول تم استيرادها في الأصل إلى إنجلترا في القرنين السابع عشر والثامن عشر، وإلى عدد أكبر من الأفراس التأسيسية في الغالب الإنجليزية. خلال القرنين الثامن عشر والتاسع عشر، انتشرت سلالة ثوروبريد في جميع أنحاء العالم؛ تم استيرادها إلى أمريكا الشمالية بدءًا من عام 1730 وإلى أستراليا وأوروبا واليابان وأمريكا الجنوبية خلال القرن التاسع عشر. يوجد اليوم الملايين من الخيول الأصيلة، ويتم تسجيل حوالي 100,000 من المهر سنويًا في جميع أنحاء العالم.
تُستخدم الخيول الأصيلة أساسًا في السباقات، ولكن يتم تربيتها أيضًا لتخصصات ركوب أخرى مثل قفز الحواجز، التدريب المشترك، الترويض، البولو وصيد الثعالب. كما يتم تهجينها بشكل شائع لإنشاء سلالات جديدة أو لتحسين السلالات الموجودة، وكان لها تأثير في إنشاء سلالات كوارتر هورس، وستاندرد بريد، والأنجلو أرابيان، والعديد من سلالات الدم الحار.
تؤدي خيول السباق الأصيلة بأقصى مجهود، مما أدى إلى ارتفاع معدلات الحوادث والمشكلات الصحية مثل النزيف من الرئتين. تشمل المخاوف الصحية الأخرى انخفاض الخصوبة وصغر حجم القلوب بشكل غير طبيعي ونسبة صغيرة من الحافر إلى كتلة الجسم. هناك العديد من النظريات لأسباب انتشار الحوادث والمشاكل الصحية في سلالة الثوروبريد، والبحث مستمر.

## الخيول الثلاثة
الخيول العربية الأصيلة الثلاثة سميت بطبيعة الحال بأسماء إنجليزية تبعا لملاكها وهي:
- جودولفين (بالإنجليزية: Godolphin)‏
- دارلي أرابيان (بالإنجليزية: Darley Arabian)‏
- بيرلي تورك (بالإنجليزية: Byerly Turk)‏

### جودولفين
سمي الحصان بهذا الاسم تبعًا لمالكه إيرل جودولفين الثاني، فرنسيس جودولفين (بالإنجليزية: Francis Godolphin, 2nd Earl of Godolphin)‏ في بريطانيا. كان قد أهداه باي تونس في الأصل إلى ملك فرنسا، ولكنه لصغر حجمه باعه حتى وصل بريطانيا.
لكن هناك اعتقاد واسع بأن أصله ليس عربي وإنما من السلالة البربرية المنتشرة في بلاد المغرب، فصفاته تجعله يرتبط بهذه السلالة أكثر من ارتباطه بالخيل العربية، في أحسن الأحوال يمكن اعتباره هجين بين السلالتين لكنه يميل أكثر للبربرية مقارنةً بصفات الخيل العربي خصوصًا شكل العيون والخياشم، وشكل الرقبة والأذنين وانخفاض مرفق الذيل.

### دارلي أرابيان
هذا الحصان اشتراه توماس دارلي (بالإنجليزية: Thomas Darley)‏ من حلب في سوريا عام 1704.
الجواد دارلي معنقي حدري كان عند ابن سبيل قديمًا ثم انتقل إلى ابن حدري البقمي وصار (الحدرجي أو الحدراني أو الحدري) نسبةً له والمعنقية أصلها أم عرقوب مربط عند الدويش قديمًا قلعها من بني خالد في إحدى المعارك وقطعوا بني خالد عرقوبها ولكن الدويش عالجها حتى طابت وجعلها مربط وأم عرقوب عدها ابن الكلبي من أنساب الخيل الخمس وعدها غيره من الخيل الكحائل وقيل أنها كحيلة الفجري كما ورد في كتاب أصول الخيل ولكن يتضح من تاريخ ابن الكلبي المسمى أم عرقوب قديمًا وإنها لم تسمَ عند الدويش بهذا الاسم بل اسمها أم عرقوب في السابق وهي التي قيل عنها (أم عرقوب مابها عذروب) أي مطعن وقد قيل أنها بنت أعوج وكذلك قيل أنها الشهباء فرس دريد بن الصمة كما ورد في كتاب الأصول وانتقل منها مربط المعنقية الأول عند ابن سبيل (سميت المعنقية لطول عنقها وأحيانًا تسمى أم عرقوب) وبعده انتقلت لابن حدري فالحدرجي هو السبيلي قديمًا.
كذلك تنسب لابن حدري من البقوم الكحيلة الحدرجية والصقلاوية الحدرجية كما ورد في كثيرِ من المراجع العربية والغربية.

### بيرلي تورك
استولى الكابتن بيرلي على هذا الحصان (بالإنجليزية: Captain Byerly)‏ في معركة بودا (بالإنجليزية: Battle of Buda)‏ على نهر الدانوب ضد العثمانيين عام 1686.

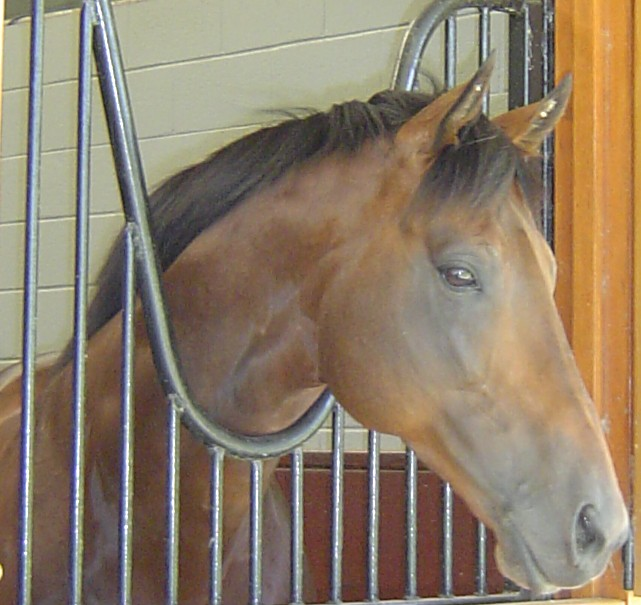
تمتلك الخيول الأصيلة رأسًا محفورًا جيدًا.

## خصائص السلالة
يتراوح ارتفاع الأصيل النموذجية من 15.2 إلى 17.0 يد (62 إلى 68 بوصة، 157 إلى 173 سم)، بمتوسط 16 يد (64 بوصة، 163 سم). غالبًا ما تكون خليجية أو خليجية داكنة أو بنية اللون أو كستنائية أو سوداء أو رمادية. الألوان الأقل شيوعًا المعترف بها في الولايات المتحدة تشمل (بالإنجليزية: Roan & Palomino)‏. الأبيض نادر جدًا، ولكنه لون معروف منفصل عن اللون الرمادي. قد يتم تمييز الوجه وأسفل الساقين باللون الأبيض،  ولكن لن يظهر اللون الأبيض بشكل عام على الجسم. لا يتم التعرف على أنماط المعطف التي تحتوي على أكثر من لون واحد على الجسم، مثل (بالإنجليزية: Pinto or Appaloosa)‏، من قبل سجلات السلالات السائدة.   تتمتع الخيول الأصيلة ذات النوعية الجيدة برأس محفور جيدًا على رقبة طويلة، وكتف مرتفع، صدر عميق، ظهر قصير، عمق جيد للأطراف الخلفية، جسم هزيل وأرجل طويلة.   تُصنف الخيول الأصيلة ضمن السلالات «ذوات الدم الحار»، وهي حيوانات تمت تربيتها من أجل خفة الحركة والسرعة وتعتبر عمومًا مفعمة بالحيوية وجريئة.
تعتبر الخيول الأصيلة المولودة في نصف الكرة الشمالي رسميًا أكبر بعام واحد في الأول من يناير من كل عام؛  المولودين في نصف الكرة الجنوبي رسميًا أكبر بسنة واحدة في الأول من أغسطس. تم تعيين هذه التواريخ الاصطناعية لتمكين توحيد السباقات والمسابقات الأخرى للخيول في فئات عمرية معينة.

## التسمية
يعتبر ثوروبريد سلالة مميزة من الخيول، على الرغم من أن الناس يشيرون أحيانًا إلى حصان أصيل من أي سلالة على أنه حصان أصيل. مصطلح أي حصان أو أي حيوان آخر مشتق من سلالة واحدة هو سلالة أصيلة.  في حين أن المصطلح قد دخل حيز الاستخدام العام لأن كتاب الخيول العام للخيول الأصيلة الإنجليزية كان من أوائل سجلات السلالات التي تم إنشاؤها، إلا أن مربي الخيول في الاستخدام الحديث يعتبرون أنه من الخطأ الإشارة إلى أي حيوان على أنه سلالة أصيلة باستثناء الخيول التي تنتمي إلى سلالة أصيلة.  ومع ذلك، قد يستخدم مربي الأنواع الأخرى من الحيوانات الأصيلة المصطلحين بالتبادل،  على الرغم من أن السلالة الأصيلة تستخدم كثيرًا لوصف الحيوانات الأصيلة من الأنواع الأخرى.   المصطلح هو اسم علم يشير إلى هذه السلالة المحددة،  على الرغم من عدم ظهورها بأحرف كبيرة، خاصة في المنشورات غير المتخصصة، وخارج الولايات المتحدة. على سبيل المثال، فإن أستراليان ستاد بوك (بالإنجليزية: Australian Stud Book)‏،  ذا نيو يورك تايمز (بالإنجليزية: The New York Times)‏،  وبي بي سي لا تجعل الكلمة كبيرة.

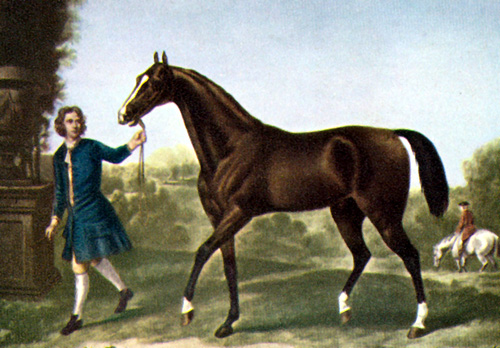
دارلي أرابيان، أحد الأبناء الثلاثة التقليدية لسلالة الخيول الأصيلة

## التاريخ

### البدايات في إنجلترا

#### السباق المبكر
كانت السباقات المسطحة موجودة في إنجلترا بحلول عام 1174 على الأقل، عندما جرت سباقات بطول أربعة أميال في سميثفيلد في لندن. استمر السباق في المعارض والأسواق طوال العصور الوسطى وحتى عهد الملك جيمس الأول ملك إنجلترا. عندها بدأ استخدام نظام الإعاقة، وهو نظام لزيادة الوزن لمحاولة معادلة فرص الحصان في الفوز وكذلك تحسين إجراءات التدريب. في عهد تشارلز الثاني، وليم الثالث، وآن، وجورج الأول، تم وضع أساس الحصان الأصيل. تم استخدام مصطلح «تربية الخيول» لوصف الخيول لأول مرة في عام 1713. 
في عهد تشارلز الثاني، صاحب السباق القوي، وآن، تم تقديم الدعم الملكي للسباق وتربية خيول السباق. بفضل الدعم الملكي، أصبح سباق الخيل شائعًا لدى الجمهور، وبحلول عام 1727، تم إنشاء صحيفة مخصصة للسباقات، (بالإنجليزية: Racing Calendar)‏. مكرسة حصريًا لهذه الرياضة، فقد سجلت نتائج السباق والإعلان عن اللقاءات القادمة. 

#### مؤسسة الفحول

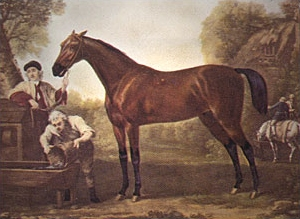
ماتشيم، حفيد جودلفين العربي، من لوحة لجورج ستابس

تعود جميع الخيول الأصيلة الحديثة إلى ثلاثة فحول تم استيرادها إلى إنجلترا من الشرق الأوسط في أواخر القرن السابع عشر وأوائل القرن الثامن عشر: بيرلي تورك (1680)، ودارلي العربي (1704)، وجودلفين العربي (1729).  كانت الفحول الأخرى من التكاثر الشرقي أقل تأثيرًا، لكنها لا تزال تقدم مساهمات جديرة بالملاحظة للسلالة. وشملت هذه ألكوك أرابيان،  (بالإنجليزية: D'Arcy's White Turk & Leedes Arabian)‏ وكيروينز باي بارب (بالإنجليزية: Curwen's Bay Barb)‏. كان براونلو تورك، من بين سمات أخرى، يعتقد إلى حد كبير مسؤول عن لون المعطف الرمادي في الخيول الأصيلة. إجمالاً، تم تتبع حوالي 160 فحلًا من التكاثر الشرقي في السجل التاريخي كمساهمة في إنشاء الأصيل. أدت إضافة خيول من سلالات شرقية، سواء أكانت عربية أم بارب أم تركية، إلى الأفراس الإنجليزية الأم  في النهاية إلى إنشاء كتاب الخيول العام (GSB) في عام 1791 وممارسة التسجيل الرسمي للخيول. وفقًا لبيتر ويليت، يبدو أن حوالي 50٪ من فحول التأسيس كانت من سلالات عربية، والباقي مقسم بالتساوي بين تربية التركمان والبارب. 
كان كل واحد من الأبناء الأساسيين الثلاثة، من قبيل الصدفة، جد حفيد أو حفيد حفيد حفيد كان هو الوحيد من سلالة الذكور الذين استمروا في سلالة كل حصان: كان ماتشيم هو السليل الوحيد لحفيده، جودلفين العربي، يحافظ على سلالة الذكور حتى الوقت الحاضر؛   تم الحفاظ على سلالة بيرلي ترك من قبل هيرود (أو الملك هيرود)، أحد أحفاد حفيد حفيد؛  ويرجع الفضل في وجود السلالة الذكورية لدارلي العربية إلى:  حفيد حفيد إكليبس، الذي كان حصان السباق المهيمن في عصره ولم يهزم أبدًا. تشير إحدى الدراسات الجينية إلى أن 95٪ من جميع ذكور الخيول الأصيلة تتبع خط الذكر المباشر (عبر كروموسوم Y) إلى دارلي أرابيان.
ومع ذلك، في السلالات الأصيلة الحديثة، فإن معظم الخيول لديها تهجينات أكثر إلى غودولفين أرابيان (بالإنجليزية: Godolphin Arabian)‏ (13.8٪) منها إلى دارلي أرابيان (بالإنجليزية: Darley Arabian)‏ (6.5٪) عندما يتم أخذ جميع سلالات النسب (الأم والأب) في الاعتبار. علاوة على ذلك، كنسبة مئوية من المساهمات في سلالات أصيلة الحالية، تظهركيروينز باي بارب (4.2٪) أكثر من بيارلي تورك (بالإنجليزية: Byerley Turk)‏ (3.3٪). تتبع غالبية الخيول الأصيلة الحديثة التي تعيش اليوم ما مجموعه 27 أو 28 فحلًا فقط من القرنين الثامن عشر والتاسع عشر. 

#### مؤسسة الأفراس
تم استخدام الأفراس كمخزون أساسي للتربية من مجموعة متنوعة من السلالات، والتي تطور بعضها، مثل الهواية الأيرلندية، في شمال أوروبا قبل القرن الثالث عشر. كانت الأفراس الأخرى من التكاثر الشرقي، بما في ذلك بارب وتورك (بالإنجليزية: Barb & Turk)‏ وسلالات أخرى،  على الرغم من أن معظم الباحثين استنتجوا أن عدد الأفراس الشرقية التي تم استيرادها إلى إنجلترا خلال 100 عام بعد 1660 كان صغيرًا. حدد الباحث بروس لوي من القرن التاسع عشر 50 «فصيلة» من سلالة الخيول الأصيلة، وزادها لاحقًا باحثون آخرون إلى 74 فرسًا. ومع ذلك، فمن المحتمل وجود عدد أقل من سلالات الفرس الفريدة وراثيًا مما حدده لوي. تشير الدراسات الحديثة التي أجريت على mtDNA للأفراس الأصيلة إلى أن بعض سلالات الفرس التي يعتقد أنها متمايزة وراثيًا قد يكون لها سلف مشترك؛ في 19 سلالة فرس تمت دراستها، كشفت الأنماط الفردانية أنها تتبع فقط 15 من أفراس التأسيس الفريدة، مما يشير إلى وجود سلف مشترك لأفراس التأسيس التي يعتقد أنها غير مرتبطة أو تسجل أخطاء في جي أس بي.

### التطور اللاحق في بريطانيا
بحلول نهاية القرن الثامن عشر، تم إنشاء السباقات الإنجليزية الكلاسيكية. هذه هي سانت ليجير ستيكس، التي تأسست عام 1776، وأوكس، التي تأسست عام 1779، وديربي في عام 1780. في وقت لاحق، تم تأسيس 2000 غينيز ستيكس و1000 غينيز ستيكس في عامي 1809 و1814. مقتصرة على المهرات، لكن الآخرين مفتوحون أمام خيول السباق من كلا الجنسين الذين تتراوح أعمارهم بين ثلاث سنوات. أدت مسافات هذه السباقات، التي تتراوح من ميل واحد (1.6 كم) إلى 1.75 ميل (2.82 كم)، إلى تغيير ممارسات التكاثر، حيث ركز المربون على إنتاج الخيول التي يمكن أن تتسابق في سن أصغر مما كانت عليه في الماضي وكان ذلك سرعة أكبر. في أوائل القرن الثامن عشر، كان التركيز على السباقات الأطول، حتى 4 أميال (6.4 كم)، والتي كانت تجري في درجات حرارة متعددة. فضل النمط الأقدم للخيول الأكبر سنًا، ولكن مع تغيير المسافات، أصبحت الخيول الأصغر سنًا مفضلة.
أدى التكاثر الانتقائي للسرعة والقدرة على السباق إلى تحسينات في حجم الخيول وأوقات الفوز بحلول منتصف القرن التاسع عشر. وقف باي ميدلتون، الفائز في إبسوم ديربي، أعلى من 16 توزيع ورق، أعلى من دارلي أرابيان. لقد تحسنت أوقات الفوز لدرجة أن الكثير شعروا أن المزيد من التحسن من خلال إضافة سلالات عربية إضافية كان مستحيلًا. تم إثبات ذلك في عام 1885، عندما أقيم سباق بين حصان أصيل، إيمبي، يعتبر عداءًا متوسط المستوى، وأفضل عربي في ذلك الوقت، أصيل. كان السباق أكثر من 3 أميال (4800 م)، وعلى الرغم من إعاقة إيمبيك بحمل 4.5 حجر (29 كجم؛ 63 رطلاً) أكثر من أصيل، إلا أنه تمكن من التغلب على أسيل بمقدار 20 طولًا. أحد جوانب مؤسسة التربية البريطانية الحديثة هو أنها تتكاثر ليس فقط للسباق المسطح، ولكن أيضًا للتزلج على الممرات. حتى نهاية القرن التاسع عشر، تم تربية الخيول الأصيلة ليس فقط للسباق ولكن أيضًا كخيول سرج. 
بعد وقت قصير من بداية القرن العشرين، أدت المخاوف من اجتياح السباقات الإنجليزية بالخيول الأصيلة الأمريكية بسبب إغلاق حلبات السباق الأمريكية في أوائل عام 1910، إلى قانون جيرسي لعام 1913.  تم حظر تسجيل أي خيل في كتاب المربط العام (جي أس بي) إذا لم يتمكنوا من إثبات أن كل سلف تم تتبعه إلى جي أس بي. استبعد هذا معظم الخيول المرباة في أمريكا، لأن الفجوة التي امتدت 100 عام بين تأسيس أميركان ستاد بوك وجي أس بي تعني أن معظم الخيول المرباة في أمريكا تمتلك صليبًا واحدًا أو اثنين على الأقل للخيول غير المسجلة في جي أس بي. لم يُلغ القانون حتى عام 1949، وبعد ذلك لم يُطلب من الحصان إلا إظهار أن جميع أسلافه من الجيل التاسع قد تم تسجيلهم في كتاب ستاد بوك معترف به.  شعر الكثيرون أن قانون جيرسي أعاق تطور السلالة البريطانية الأصيلة بمنع المُربّين في المملكة المتحدة من استخدام سلالات جديدة تم تطويرها خارج الجزر البريطانية. 

### في أمريكا
أول حصان أصيل في المستعمرات الأمريكية كان بول روك، تم استيراده عام 1730. كانت ماريلاند وفيرجينيا مركزين لتربية الخيول الأصيلة المستعمرة، إلى جانب ساوث كارولينا ونيويورك. خلال الثورة الأمريكية، توقفت عمليات استيراد الخيول من إنجلترا عمليًا ولكن أعيد تشغيلها بعد توقيع معاهدة السلام. تم استيراد اثنين من الفحول الهامة في وقت قريب من الثورة. رسول عام 1788 وديوميد قبل ذلك. ترك ماسنجر تأثيرًا ضئيلًا على السلالة الأمريكية الأصيلة، ولكنه يعتبر أحد الأبوين الأساسيين لسلالة ستاندرد بريد. ديوميد، الذي فاز بسباق ديربي ستيكس عام 1780، كان له تأثيرًا كبيرًا على تربية الخيول الأمريكية الأصيلة، خاصة من خلال ابنه السير آرتشي. قال جون ف. وول، مؤرخ السباق، أن السير آرتشي كان «أول فحل بارز يمكننا اعتباره مواطنًا أمريكيًا».  تقاعد من مضمار السباق بسبب قلة المعارضين.
بعد الثورة الأمريكية، انتقل مركز تربية وسباق الخيول الأصيلة في الولايات المتحدة غربًا. أصبحت كنتاكي وتينيسي مراكز مهمة. كان أندرو جاكسون، الذي أصبح فيما بعد رئيسًا للولايات المتحدة، مربيًا ومتسابقًا للخيول الأصيلة في ولاية تينيسي. ساعدت سباقات المباريات التي أقيمت في أوائل القرن التاسع عشر على الترويج لسباق الخيل في الولايات المتحدة. واحدة وقعت في عام 1823، في لونغ آيلاند، نيويورك، بين السير هنري وأمريكان إكليبس. كان سباق مباراة بين بوسطن والموضة في عام 1838 برهانات بقيمة 20000 دولار من كل جانب.كانت آخر سباقات المباريات الرئيسية قبل الحرب الأهلية الأمريكية بين ليكسينجتون وليكومبت. عقدت الأولى في عام 1854 في نيو أورلينز وفاز بها لوكونت (بالإنجليزية: Lecompte)‏. ثم تحدى مالك لوكونت ليكسينغتون مالك في مباراة العودة، التي أقيمت عام 1855 في نيو أورلينز وفازت بها ليكسينغتون. كلا هذين الحصانين كانا أبناء بوسطن ، سليل السير أرشي. انطلق ليكسينغتون في مهنته كفحل تربية، وقاد قائمة المواليد من عدد الفائزين لمدة ستة عشر عامًا، أربعة عشر منهم على التوالي.
بعد الحرب الأهلية الأمريكية، تغير التركيز في السباقات الأمريكية من النمط القديم لسباقات أربعة أميال (6 كم) حيث ركضت الخيول في سباقين على الأقل. تضمن النمط الجديد للسباق سباقات أقصر لا تجري في درجات حرارة عالية، على مسافات من خمسة فيرلنغ حتى 1.5 ميل (2.4 كم). كان هذا التطور يعني تغييرًا في ممارسات التكاثر، فضلاً عن عمر الخيول التي كانت تتسابق فيها ، مع ظهور الخيول الأصغر سنًا والعدائين في المقدمة. بعد الحرب الأهلية أيضًا، عادت الخيول الأمريكية الأصيلة إلى إنجلترا لممارسة السباق. أصبح إيروكوا أول فائز أمريكي تربية في إبسوم ديربي في عام 1881. أدى نجاح الخيول الأصيلة الأمريكية في إنجلترا إلى قانون جيرسي في عام 1913، والذي حد من استيراد الخيول الأمريكية الأصيلة إلى إنجلترا. بعد الحرب العالمية الأولى، واصل المربون في أمريكا التأكيد على السرعة وعصر السباق المبكر ولكنهم استوردوا أيضًا خيولًا من إنجلترا، واستمر هذا الاتجاه بعد الحرب العالمية الثانية. بعد الحرب العالمية الثانية، ظلت تربية الخيول الأصيلة متمركزة في ولاية كنتاكي، ولكن ظهرت أيضًا كاليفورنيا ونيويورك وفلوريدا كمراكز سباقات وتربية مهمة.
تم استخدام الخيول الأصيلة في الولايات المتحدة تاريخيًا ليس فقط للسباق ولكن أيضًا لتحسين السلالات الأخرى. كان الرسول المستورد المبكر هو أساس ستاندرد بريد،  وكان دم الأصيل أيضًا فعالًا في تطوير حصان الربع الأمريكي. يعتقد البعض أن الفحل الأساسي لسلالة مورغان قد أنجبه حصان أصيل. بين الحرب العالمية الأولى والحرب العالمية الثانية، استخدم الجيش الأمريكي الفحول الأصيلة كجزء من خدمة ريمونت سيرفس (بالإنجليزية: Remount Service)‏ الخاصة بهم، والتي تم تصميمها لتحسين مخزون الخيالة. 

### في أوروبا
بدأ استيراد الخيول الأصيلة إلى فرنسا في عامي 1817 و1818 مع استيراد عدد من الفحول من إنجلترا، ولكن في البداية لم تزدهر رياضة سباق الخيل في فرنسا. لم يتم تشكيل أول نادي جوكي في فرنسا حتى عام 1833، وفي عام 1834 تم تقسيم وظائف السباق والتنظيم إلى مجتمع جديد، وهو جمعية التشجيع لتحسين سلالات الخيول في فرنسا، والمعروف باسم جوكي نادي باريس. تم إنشاء كتاب المربط الفرنسي في نفس الوقت من قبل الحكومة. بحلول عام 1876، كانت الخيول الأصيلة الفرنسية تربح سباقات في إنجلترا بانتظام، وفي ذلك العام ربح مالك المربي الفرنسي أكبر قدر من المال في إنجلترا على المضمار. كادت الحرب العالمية الأولى أن تدمر التربية الفرنسية بسبب أضرار الحرب ونقص الأجناس. بعد الحرب، استؤنف السباق الفرنسي الأول، سباق الجائزة الكبرى، ويستمر حتى يومنا هذا. خلال الحرب العالمية الثانية، لم تتأثر تربية الخيول الفرنسية الأصيلة كما كانت خلال الحرب العالمية الأولى، وبالتالي تمكنت من التنافس على قدم المساواة مع الدول الأخرى بعد الحرب.
بدأت السباقات المنظمة في إيطاليا في عام 1837، عندما أقيمت لقاءات السباق في فلورنسا ونابولي وتأسس لقاء في ميلانو في عام 1842. أتت سباقات السيارات المسطحة الحديثة إلى روما في عام 1868. واستوردت لاحقًا، بما في ذلك فائزو ديربي ستيكس إلينغتون (1856) وميلتون (1885)، جاء إلى إيطاليا قبل نهاية القرن التاسع عشر. ترتبط تربية الخيول الأصيلة الحديثة في إيطاليا في الغالب ببرنامج تربية فيديريكو تيسيو، الذي بدأ برنامجه للتربية في عام 1898. كان تيسيو هو المربي نيركو ، أحد الأبناء المهيمنين للأصيلة الأصيلة في الجزء الأخير من القرن العشرين.
بلدان أخرى في أوروبا لديها برامج تربية أصيل، بما في ذلك ألمانيا،  روسيا، بولندا والمجر.

### في أستراليا ونيوزيلندا
وصلت الخيول إلى أستراليا مع الأسطول الأول عام 1788 جنبًا إلى جنب مع أوائل المستعمرين. على الرغم من أنه تم استيراد خيول من فصيلة الدم الأصيل إلى أستراليا خلال أواخر القرن الثامن عشر، إلا أنه يُعتقد أن أول حصان أصيل أصيل كان فحلًا يُدعى نورثمبرلاند تم استيراده من إنجلترا في عام 1802 كمدرب للخيول. بحلول عام 1810، تم تنظيم أول لقاءات رسمية للسباق في سيدني، وبحلول عام 1825 وصلت أول فرس من سلالات أصيلة مثبتة للانضمام إلى فحول الأصيل الموجودة بالفعل. في عام 1825، تم تشكيل نادي سيدني تيرف (بالإنجليزية: Sydney Turf)‏، وهو أول نادٍ حقيقي للسباق في أستراليا. خلال ثلاثينيات القرن التاسع عشر، بدأت المستعمرات الأسترالية في استيراد الخيول الأصيلة، بشكل حصري تقريبًا لأغراض السباق، ولتحسين المخزون المحلي. شكلت كل مستعمرة أندية السباق الخاصة بها وعقدت سباقاتها الخاصة.  تدريجيًا، تم دمج الأندية الفردية في منظمة شاملة واحدة ، تُعرف الآن باسم مجلس السباق الأسترالي. تم استيراد الخيول الأصيلة من أستراليا إلى نيوزيلندا في أربعينيات وخمسينيات القرن التاسع عشر، مع أول استيراد مباشر من إنجلترا حدث في عام 1862.

### في مناطق أخرى
تم تصدير الخيول الأصيلة إلى العديد من المناطق الأخرى في العالم منذ إنشاء السلالة. تم استيراد الخيول الشرقية إلى جنوب إفريقيا منذ أواخر القرن السابع عشر من أجل تحسين المخزون المحلي من خلال التهجين. تم إنشاء سباق الخيل هناك في أواخر القرن الثامن عشر وأوائل القرن التاسع عشر، وتم استيراد الخيول الأصيلة بأعداد متزايدة.  وصلت أول فحول سلالة أصيلة إلى الأرجنتين في عام 1853، لكن الفرس الأولى لم تصل حتى عام 1865. نُشر كتاب المربط الأرجنتيني لأول مرة في عام 1893. تم استيراد الخيول الأصيلة إلى اليابان منذ عام 1895، على الرغم من أن اليابان لم تبدأ إلا بعد الحرب العالمية الثانية، حيث بدأت نشاطًا جادًا في تربية الخيول والسباقات التي تشمل الخيول الأصيلة.

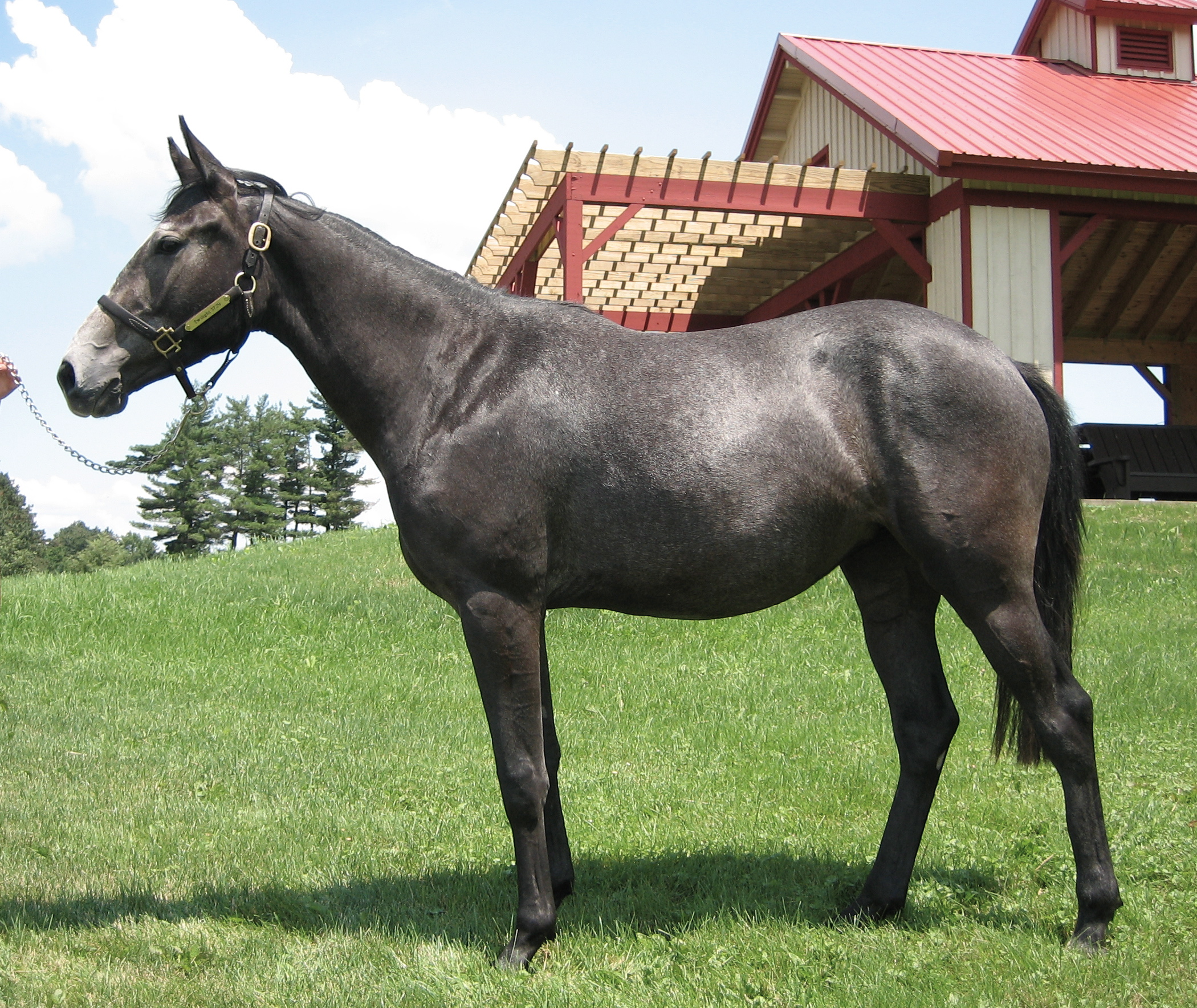
توايلايت، الفرس الأصيل الذي يعمل كموضوع لمشروع جينوم الخيول

## التسجيل والتربية والسكان.
يختلف عدد المهرات الأصيلة المسجلة كل عام في أمريكا الشمالية اختلافًا كبيرًا، ويرتبط ذلك أساسًا بنجاح سوق المزاد الذي يعتمد بدوره على حالة الاقتصاد. كان محصول المهر أكثر من 44000 في عام 1990، لكنه انخفض إلى ما يقرب من 22500 بحلول عام 2014. تم تسجيل أكبر الأعداد في ولايات كنتاكي وفلوريدا وكاليفورنيا.  أستراليا هي ثاني أكبر منتج للأصناف الأصيلة في العالم مع ما يقرب من 30000 من أمهات تنتج حوالي 18250 مهرًا سنويًا.   تنتج بريطانيا حوالي 5000 مهر سنويًا،  وفي جميع أنحاء العالم ، هناك أكثر من 195000 أمهات نشطة، أو إناث تستخدم في التكاثر، و118000 مهرًا تم تسجيلها حديثًا في عام 2006 وحده. تعد صناعة الخيول الأصيلة من الأعمال التجارية الزراعية الضخمة، وتدر عائدات تصل إلى 34 مليار دولار سنويًا في الولايات المتحدة وتوفر حوالي 470 ألف فرصة عمل من خلال شبكة من المزارع ومراكز التدريب ومسارات السباق. 
على عكس عدد كبير من السلالات المسجلة اليوم، لا يمكن تسجيل الحصان على أنه أصيل (مع سجل نادي جوكي) ما لم يتم تصوره عن طريق الغطاء الحي، والتزاوج الطبيعي المشهود للفرس والفحل. التلقيح الاصطناعي (AI) ونقل الأجنة (ET)، على الرغم من أنه شائع الاستخدام ومسموح به في العديد من سجلات سلالات الخيول الأخرى، إلا أنه لا يمكن استخدامه مع أصيل. أحد الأسباب هو وجود احتمال أكبر للخطأ في تحديد الأبوة باستخدام الذكاء الاصطناعي، وعلى الرغم من أن اختبار الحمض النووي واختبار الدم يزيلان الكثير من هذه المخاوف، إلا أن الذكاء الاصطناعي لا يزال يتطلب حفظ سجلات أكثر تفصيلاً. ومع ذلك، قد يكون السبب الرئيسي اقتصاديًا؛ الفحل لديه عدد محدود من الأفراس التي يمكن خدمتها عن طريق الغطاء الحي. وبالتالي فإن هذه الممارسة تمنع زيادة العرض من الخيول الأصيلة، على الرغم من أن الإدارة الحديثة لا تزال تسمح للفحل بأن يعيش في تغطية عدد أكبر من الأفراس في موسم واحد مما كان يُعتقد أنه ممكن في السابق. على سبيل المثال، في عام 2008، غطى الفحل الأسترالي إنكوستا دي لاغو 227 فرسًا. من خلال السماح للفحل بتغطية بضع مئات من الأفراس فقط سنويًا بدلاً من ألفي فرس ممكن باستخدام الذكاء الاصطناعي، فإنه يحافظ أيضًا على الأسعار المرتفعة المدفوعة لخيول أفضل السلالات وأكثرها شهرة.  
يوجد قلق من أن كتاب الخيول المغلق والسكان الخاضعين للتنظيم الصارم للخيول الأصيلة معرضون لخطر فقدان التنوع الجيني بسبب مستوى زواج الأقارب غير المقصود الذي لا مفر منه في مثل هذا العدد الصغير من السكان. وفقًا لإحدى الدراسات، يمكن تتبع 78 ٪ من الأليلات في السكان الحاليين إلى 30 حيوانًا أساسيًا، 27 منها ذكور. تمثل عشرة أفراس أساسية 72٪ من سلالات الأمهات (ذيل الأنثى)، وكما ذكرنا سابقًا، يظهر فحل واحد في 95٪ من سلالات ذيل الذيل.  عادة ما يتم تتبع النسب الأصيلة من خلال خط الأم، الذي يسمى خط ديساف. الخط الذي يأتي منه الحصان هو عامل حاسم في تحديد سعر الحصان الصغير.

## القيمة
تختلف أسعار الخيول الأصيلة اختلافًا كبيرًا، اعتمادًا على العمر والنسب والتشكل وعوامل السوق الأخرى. في عام 2007، باعت شركة كينلاند سيلز (بالإنجليزية: Keeneland Sales)‏، وهي شركة مبيعات مقرها الولايات المتحدة، 9124 حصانًا في المزاد، بقيمة إجمالية قدرها 814401000 دولار، مما يعطي متوسط سعر يبلغ 89259 دولارًا. ككل بالنسبة للولايات المتحدة في عام 2007، أشارت إحصائيات مزاد نادي جوكي إلى أن متوسط الفطام الذي تم بيعه بمبلغ 44407 دولارًا أمريكيًا، ومتوسط عمر العام الذي تم بيعه مقابل 55300 دولارًا أمريكيًا، وكان متوسط سعر البيع للأطفال بعمر عامين 61.843 دولارًا أمريكيًا، وبلغ متوسط عدد الأمهات 70150 دولارًا أمريكيًا والخيول أكثر من تم بيع اثنين من آفاق تربية الحضنة بمتوسط 53,243 دولار.  بالنسبة لأوروبا، تم بيع 593 حصانًا في مزاد في يوليو 2007 في تاتيرسول (بالإنجليزية: Tattersall)‏، بإجمالي بيع 10951300 جنيه،  بمتوسط 18468 جنيهًا. وفي عام 2007 أيضًا، باعت شركة دونكستر بلودستوك سيلز (بالإنجليزية: Doncaster Bloodstock Sales)‏، وهي شركة مبيعات بريطانية أخرى، 2,248 حصانًا بقيمة إجمالية قدرها 43,033,881 جنيهًا إسترلينيًا، أي بمعدل 15,110 جنيهًا لكل حصان. كانت الأسعار الأسترالية في المزاد خلال موسم السباق والتكاثر 2007-2008 على النحو التالي: تم بيع 1,223 من فصيلة الفطام الأسترالية بمبلغ إجمالي قدره 31,352,000 دولار، بمتوسط 25,635 دولارًا لكل منها. أربعة آلاف وتسعمائة وثلاث سنوات بيعت بقيمة إجمالية قدرها 372.003.961 دولارًا أستراليًا بمتوسط 75853 دولارًا أستراليًا. تم بيع خمسمائة طفل في الثانية من العمر مقابل 13030.150 دولارًا أستراليًا ، بمتوسط 26.060 دولارًا أستراليًا، وبلغ إجمالي عدد الأمهات 2118 107.720.775 دولارًا أستراليًا، بمتوسط 50.860 دولارًا أستراليًا. 
المتوسطات، مع ذلك، يمكن أن تكون خادعة. على سبيل المثال، في بيع خريف عام 2007 في كينلاند، تم بيع 3799 حصانًا صغيرًا بمبلغ إجمالي قدره 385018600 دولارًا، بمتوسط 101347 دولارًا لكل حصان.  ومع ذلك ، فإن متوسط سعر البيع هذا يعكس تباينًا شمل ما لا يقل عن 19 حصانًا تم بيعها مقابل 1,000 دولار فقط لكل حصان و34 حصانًا تم بيعها بأكثر من 1000000 دولار لكل حصان.
تم تحديد أعلى سعر تم دفعه في مزاد لبيع حصان أصيل في عام 2006 بمبلغ 16.000.000 دولار أمريكي لجحش يبلغ من العمر عامين اسمه القرد الأخضر. غالبًا ما تحتل الأسعار القياسية في المزاد عناوين الأخبار، على الرغم من أنها لا تعكس بالضرورة نجاح الحيوان في المستقبل؛ في حالة القرد الأخضر (بالإنجليزية: The Green Monkey)‏، اقتصرت الإصابات على مشاركته ثلاث مرات فقط قبل أن يتقاعد للتربية في عام 2008، ولم يفز بأي سباق. على العكس من ذلك، حتى حصان أصيل ناجح للغاية يمكن بيعه بالجنيه مقابل بضع مئات من الدولارات ليصبح لحم حصان. أشهر مثال على ذلك كان فرديناند الحائز على جائزة كنتاكي ديربي عام 1986، والذي تم تصديره إلى اليابان للوقوف في مربط الفرس، ولكن تم ذبحه في نهاية المطاف في عام 2002، على الأرجح من أجل طعام الحيوانات الأليفة.
ومع ذلك ، قد تتأثر قيمة الحصان الأصيل أيضًا بالمال الذي يربحه. في عام 2007، كسبت خيول السباق الأصيلة ما مجموعه 1,217,854,602 دولارًا في جميع المواضع، بمتوسط أرباح لكل مبتدئ قدره 16924 دولارًا. بالإضافة إلى ذلك، قد يؤثر السجل الحافل لخيول السباق على قيمته المستقبلية كحيوان تربية.
يمكن أن تتراوح رسوم مربط الفحول التي تدخل في التكاثر من 2500 دولار إلى 500000 دولار لكل فرس في الولايات المتحدة،  ومن 2000 جنيه إسترليني  إلى 75000 جنيه إسترليني أو أكثر في بريطانيا.  تم تحديد رسوم التسجيل حتى الآن في ثمانينيات القرن الماضي ، عندما وصلت رسوم مسمار الراقصة الشمالية الراحلة إلى مليون دولار. خلال موسم التكاثر الأسترالي لعام 2008، كانت هناك سبعة فحول تقف عند رسم مربط يبلغ 110.000 دولار أسترالي أو أكثر، مع أعلى رسوم في البلاد عند 302.500 دولار أسترالي. 

## الاستخدامات

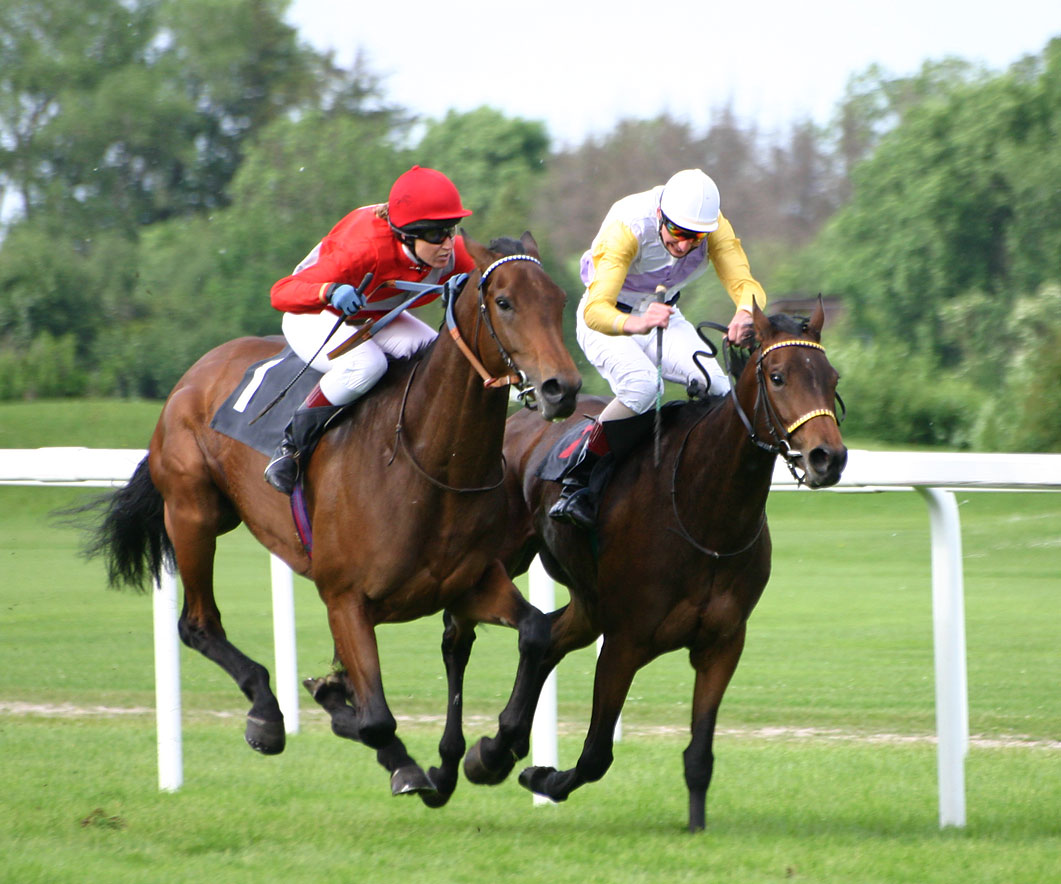
خيول السباق تتنافس على العشب (مضمار سباق العشب) في ألمانيا. تجري معظم السباقات في أوروبا على العشب، بينما تجري معظم السباقات في أمريكا الشمالية على التراب.

على الرغم من أن ثوروبريد يتم تربيته في المقام الأول للسباق، إلا أن السلالة تستخدم أيضًا لقفز الحواجز والتدريب المشترك بسبب رياضتها ، والعديد من خيول السباق المتقاعدين والمعاد تدريبهم يصبحون خيولًا عائلية رائعة ، وخيول الترويض، وعرض خيول الشباب. يتم البحث عن الخيول الأكبر حجمًا لمسابقات الصياد / الوثب والترويض، في حين أن الخيول الصغيرة مطلوبة مثل مهور البولو.

### سباق الخيل
يتم تربية الخيول الأصيلة في المقام الأول للسباق تحت السرج في العدو. غالبًا ما تُعرف الخيول الأصيلة بأنها إما عدائي مسافات أو عدائين، وعادة ما يعكس شكلها ما تم تربيتها للقيام به. عادة ما يكون العدائون عضلات جيدة، بينما يميل اللاعبون، أو عدائي المسافات، إلى أن يكونوا أصغر حجمًا وأنحف. يعتبر حجم الحصان أحد الاعتبارات للمشترين والمدربين عند اختيار حصان سباق محتمل. على الرغم من وجود خيول سباق من كل ارتفاع، من زينياتا الذي وقفت يده 17.2،  إلى مان أو وار والأمانة العامة اللذين وقفا عند 16.2 توزيعات ورق،  وصولاً إلى هيبريون، الذي كان يبلغ 15.1 فقط،  أفضل خيول السباق بشكل عام متوسطة الحجم. تنضج الخيول الكبيرة بشكل أبطأ ولديها ضغط أكبر على أرجلها وأقدامها، مما يجعلها عرضة للعرج. يعتبر البعض الخيول الصغيرة في وضع غير مؤات بسبب خطوتها الأقصر وميل الخيول الأخرى إلى الاصطدام بها، خاصة عند بوابة البداية. تاريخياً، ازداد حجم الخيول الأصيلة بشكل مطرد: كان متوسط ارتفاع الخيول الأصيلة في عام 1700 حوالي 13.3 يد. بحلول عام 1876، ارتفع هذا إلى 15.3. 
في عام 2007، كان هناك 71,959 خيلًا بدأت في السباقات في الولايات المتحدة، وكان متوسط خيل السباق الأصيل في الولايات المتحدة وكندا 6.33 مرة في ذلك العام.  في أستراليا، كان هناك 31416 حصانًا في التدريب خلال عام 2007، وبدأت تلك الخيول 194.066 مرة مقابل 375.512.579 دولارًا أستراليًا من أموال الجائزة. خلال عام 2007، في اليابان، كان هناك 23859 حصانًا في التدريب وبدأت هذه الخيول 182614 مرة مقابل 857.446268 دولارًا أستراليًا من أموال الجائزة.  في بريطانيا، ذكرت هيئة السباقات البريطانية أنه كان هناك 8.556 حصانًا في التدريب على سباقات مسطحة لعام 2007، وبدأت تلك الخيول 60.081 مرة في 5659 سباقًا.
إحصائيًا، أقل من 50٪ من خيول السباق تفوز بأي سباق، وأقل من 1٪ تفوز بسباق رهانات مثل كنتاكي ديربي أو ديربي. يُعرف أي حصان لم يفز بعد بأي سباق بأنه عذراء.
الخيول التي تنتهي في مهنة سباقات غير مناسبة لأغراض التربية غالبًا ما تصبح خيولًا لركوب الخيل أو رفقاء آخرين للخيول. يوجد عدد من الوكالات للمساعدة في الانتقال من مضمار السباق إلى مهنة أخرى، أو للمساعدة في العثور على منازل للتقاعد لخيول السباق السابقة.

### تخصصات أخرى

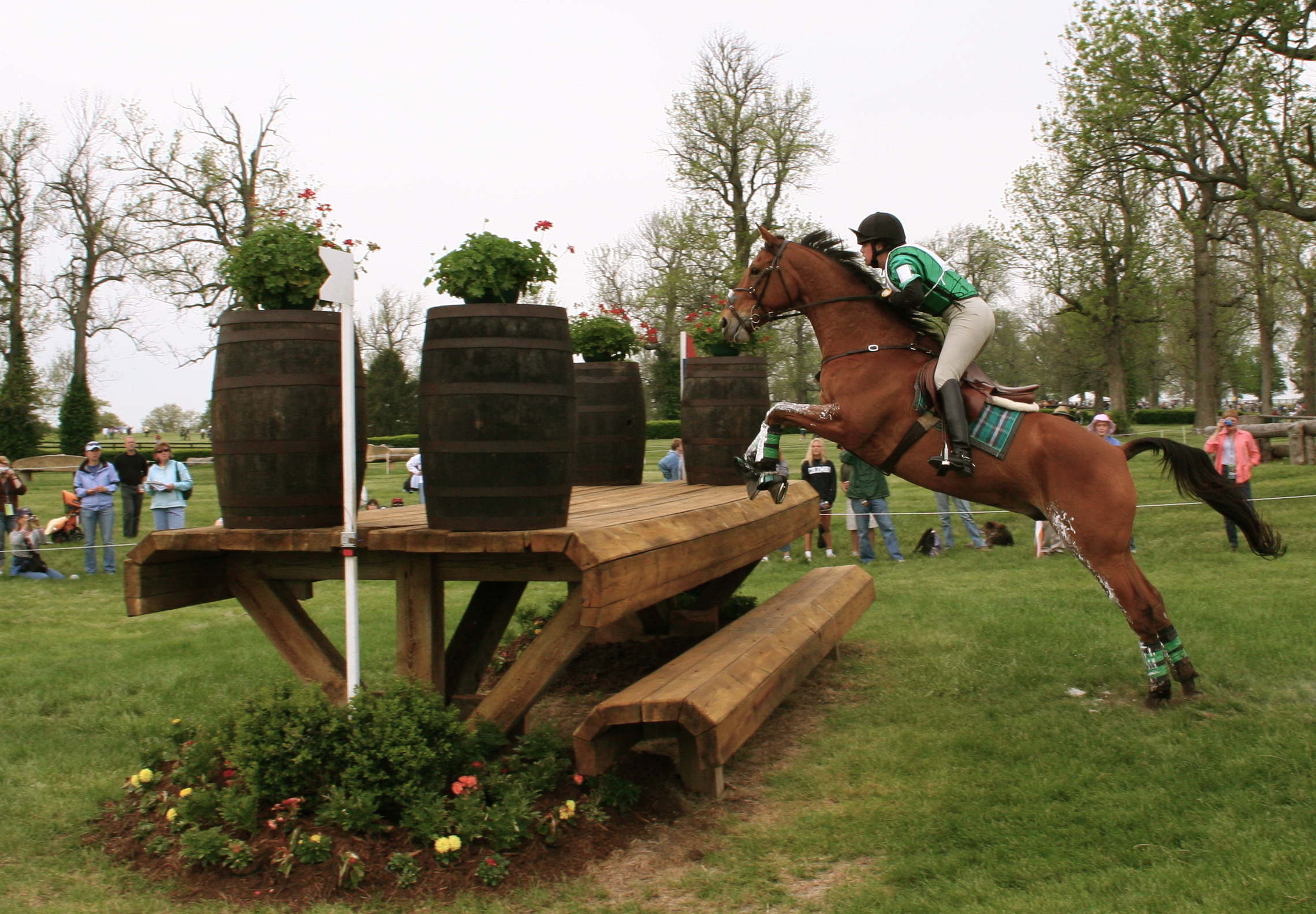
أصيل يتنافس في الحدث

بالإضافة إلى السباقات، تتنافس الخيول الأصيلة في سباقات الخيول وقفز الحواجز والترويض على أعلى مستويات المنافسة الدولية، بما في ذلك الأولمبياد. كما أنها تُستخدم كصيادين استعراض، ورماة حواجز، وفي أحداث سرعة الركوب الغربية مثل سباق البراميل. تستخدمهم أقسام الشرطة المُركبة في أعمال غير تنافسية، كما يستخدمهم راكبو الدراجات الترفيهية.  تعتبر الخيول الأصيلة واحدة من أكثر السلالات شيوعًا للاستخدام في لعبة البولو في الولايات المتحدة. غالبًا ما يتم رؤيتهم في مجال صيد الثعالب أيضًا.

### تهجين
غالبًا ما يتم تهجين الخيول الأصيلة مع خيول من سلالات أخرى لإنشاء سلالات جديدة أو لتعزيز أو إدخال صفات محددة في السلالات الموجودة. لقد كان لها تأثير على العديد من السلالات الحديثة، بما في ذلك كوارتير هورس الأمريكي (بالإنجليزية: American Quarter Horse)‏،  وستنداردبريد،  وربما مورغان، وهي سلالة استمرت في التأثير على العديد من السلالات المشية في أمريكا الشمالية. التهجينات الأخرى الشائعة مع الخيول الأصيلة تشمل التهجين مع سلالات الدم العربية لإنتاج الأنجلو أرابيان  وكذلك مع المسودة الأيرلندية لإنتاج الحصان الأيرلندي الرياضي. غالبًا ما يتم تهجين الخيول الأصيلة مع سلالات مختلفة من الدم الحار نظرًا لقدراتها التنقية والأداء.

## مشاكل صحية
على الرغم من مشاهدة الخيول الأصيلة في عالم الصياد والقفز وفي تخصصات أخرى، إلا أن الخيول الأصيلة الحديثة يتم تربيتها بشكل أساسي من أجل السرعة، كما أن خيول السباق لديها معدل مرتفع جدًا من الحوادث بالإضافة إلى المشكلات الصحية الأخرى.
عُشر كل الخيول الأصيلة يعانون من مشاكل في العظام، بما في ذلك الكسور. تشير التقديرات الحالية إلى أن هناك 1.5 انهيارًا في نهاية المسار الوظيفي لكل 1000 حصان يبدأ السباق في الولايات المتحدة، بمعدل حصانين في اليوم. أبلغت ولاية كاليفورنيا عن معدل إصابة مرتفع بشكل خاص، 3.5 لكل 1000 بداية. أبلغت دول أخرى عن معدلات إصابة أقل، حيث سجلت المملكة المتحدة 0.9 إصابة / 1000 بداية (1990-1999) والدورات التدريبية في فيكتوريا، أستراليا، مما أدى إلى معدل 0.44 إصابة / 1000 بداية (1989-2004). لدى الخيول الأصيلة أيضًا مخاوف صحية أخرى، بما في ذلك غالبية الحيوانات المعرضة للنزيف من الرئتين (نزيف رئوي ناتج عن ممارسة الرياضة)، و10٪ ذات خصوبة منخفضة، و5٪ ذات قلوب صغيرة بشكل غير طبيعي.  تميل الخيول الأصيلة أيضًا إلى امتلاك حوافر أصغر مقارنة بكتلة أجسامها من السلالات الأخرى، مع نعال رقيقة وجدران ونقص في كتلة الغضاريف،  مما يساهم في ألم القدم، وهو المصدر الأكثر شيوعًا للعرج في خيول السباق.

### التربية الانتقائية
تشير إحدى الحجج المتعلقة بالقضايا الصحية المتعلقة بالخيول الأصيلة إلى أن زواج الأقارب هو الجاني.  كما تم اقتراح أن القدرة على السرعة يتم تعزيزها في حيوان سريع بالفعل عن طريق زيادة كتلة العضلات، وهو شكل من أشكال التربية الانتقائية التي خلقت حيوانات مصممة للفوز بسباقات الخيول. وبالتالي، وفقًا لأحد الافتراضات، فإن الحصان الأصيل الحديث يسافر أسرع مما يمكن أن يدعمه الهيكل العظمي. يقول الطبيب البيطري روبرت إم ميللر: «لقد قمنا بتربيتها بشكل انتقائي للسرعات التي لا يستطيع تشريح الحصان مواجهتها دائمًا».
قد يتم تشجيع التكاثر السيئ من خلال حقيقة أن العديد من الخيول يتم إرسالها إلى سقيفة التربية بعد الإصابة. إذا كانت الإصابة مرتبطة بخطأ توافقي، فمن المحتمل أن ينتقل الخطأ إلى الجيل التالي. بالإضافة إلى ذلك، سيكون لدى بعض المربين طبيب بيطري يقوم بإجراءات التقويم على الحصان ذي الأرجل الملتوية. يمكن أن يساعد هذا في زيادة سعر الحصان عند البيع وربما يساعد الحصان في الحصول على مهنة سباقات أسلم، لكن جينات الأرجل الضعيفة ستظل تنتقل.

### الإجهاد الزائد
قد يحدث أيضًا معدل حوادث مرتفع لأن الخيول الأصيلة ، خاصة في الولايات المتحدة ، يتم تسابقها لأول مرة كطفل يبلغ من العمر عامين ، قبل أن تنضج تمامًا. على الرغم من أنها قد تبدو مكتملة النمو وفي حالة عضلية رائعة ، إلا أن عظامها لم تتشكل بشكل كامل. ومع ذلك ، فإن معدلات الإصابة الكارثية أعلى في الأطفال في عمر 4 و 5 سنوات عنها في 2 و 3 سنوات. يعتقد البعض أن التدريب الصحيح والبطيء للحصان الصغير (بما في ذلك المهرات) قد يكون مفيدًا في الواقع للسلامة العامة للحيوان. هذا لأنه ، أثناء عملية التدريب ، تحدث كسور دقيقة في الساق يتبعها إعادة تشكيل العظام. إذا أعطيت عملية إعادة البناء الوقت الكافي للشفاء ، يصبح العظم أقوى. إذا تم إجراء إعادة البناء بشكل صحيح قبل بدء التدريب الشاق والسباق ، فسيكون لدى الحصان نظام عضلي هيكلي أقوى وستقل فرصة الإصابة.
أظهرت الدراسات أن أسطح المضمار،  حدوات الخيول مع مسك أصابع القدم،  استخدام بعض الأدوية القانونية،  وجداول السباقات عالية الكثافة قد تساهم أيضًا في ارتفاع معدل الإصابة. يتمثل أحد الاتجاهات الواعدة في تطوير الأسطح الاصطناعية لحلبات السباق ، وأحد المسارات الأولى لتركيب مثل هذا السطح، وهو تارفواي بارك في فلورنسا، كنتاكي، شهد انخفاضًا في معدل الانهيارات المميتة من 24 في 2004-05 إلى ثلاثة في العام التالي تركيب بوليتراك. المواد ليست كاملة، وبعض المناطق أبلغت عن مشاكل تتعلق بطقس الشتاء، لكن الدراسات مستمرة. 

### التحديات الطبية
غالبًا ما يكون مستوى العلاج المقدم إلى الخيول الأصيلة المصابة أكثر كثافة من علاج الخيول ذات القيمة المالية الأقل  ولكنه مثير للجدل أيضًا، ويرجع ذلك جزئيًا إلى التحديات الكبيرة في علاج كسور العظام وإصابات الساق الرئيسية الأخرى. قد تكون إصابات الساق غير المميتة على الفور مهددة للحياة لأن وزن الحصان يجب أن يتم توزيعه بالتساوي على جميع الأرجل الأربعة لمنع مشاكل الدورة الدموية والتهاب الصفيحة والالتهابات الأخرى. إذا فقد الحصان استخدام إحدى ساقيه مؤقتًا، فهناك خطر من أن الأرجل الأخرى سوف تنكسر خلال فترة التعافي لأنها تحمل وزنًا غير طبيعي. بينما تستلقي الخيول بشكل دوري لفترات وجيزة من الوقت، لا يمكن للحصان أن يظل مستلقيًا على ما يعادل «الراحة في الفراش» للإنسان بسبب خطر الإصابة بالقرح والأضرار الداخلية والاحتقان. 
عندما يتسبب حادث سباق بجروح خطيرة لحصان مشهور، مثل كسور الساق الرئيسية التي أدت إلى القتل الرحيم لباربارو الفائز بجائزة كنتاكي ديربي لعام 2006، أو الفائز بالمرتبة الثانية في كنتاكي ديربي لعام 2008، ثمانية بيلز، شجبت جماعات حقوق الحيوان صناعة سباقات الخيول الأصيلة.  من ناحية أخرى، يجادل المدافعون عن السباق بأنه بدون سباق الخيل، سيكون التمويل والحوافز المتاحة أقل بكثير للأبحاث الطبية والميكانيكية الحيوية على الخيول. على الرغم من خطورة سباق الخيل، إلا أن العلوم البيطرية قد تقدمت. يمكن الآن علاج الحالات اليائسة سابقًا،  والاكتشاف المبكر من خلال تقنيات التصوير المتقدمة مثل التصوير الومضي يمكن أن يبعد الخيول المعرضة للخطر عن المسار.